# Cycloped

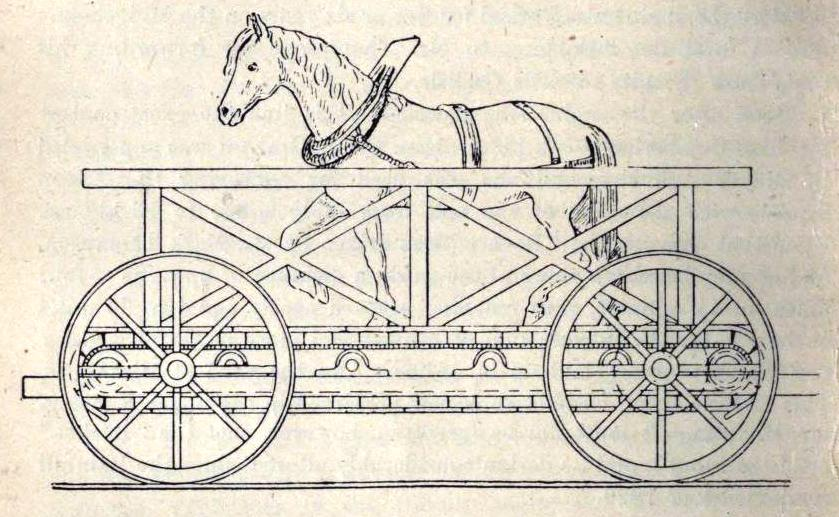
Grabado contemporáneo del Cycloped.

La Cycloped fue una de las primeras locomotoras que utilizaba un mecanismo para aprovechar la fuerza de caballos de tiro, construida por Thomas Shaw Brandreth de Liverpool, que compitió sin éxito en las Pruebas de Rainhill de octubre de 1829.

## Las Pruebas de Rainhill
El Cycloped fue el único vehículo inscrito en el concurso que no dependía de la potencia del vapor, sino que utilizaba una cinta de tracción, que un caballo de tiro montado en su parte superior mantenía continuamente en movimiento. 
Brandreth era uno de los directores del Ferrocarril de Liverpool y Mánchester (compañía que había organizado las pruebas), y algunas personas pensaban que esta circunstancia le daba a la Cycloped una ventaja injusta. Pero la Cycloped era una idea primitiva, y debido a su incapacidad para generar la potencia suficiente para igualar a sus competidoras (la Perseverance de Burstall; la Novelty de Braithwaite; la Sans Pareil de Hackworth; y la Rocket de Stephenson), quedó eliminada en los ensayos. La Rocket de Stephenson finalmente ganó las pruebas, manteniendo una velocidad promedio de 13,8 millas por hora (22,2 km/h), con un consumo ajustado de carbón y agua.

## Dandy wagons
Los caballos habían sido utilizados para arrastrar tranvías y vagonetas de carbón y otros minerales desde años antes. Muchos de estos vehículos sobre raíles de tracción animal se diseñaban de manera que la línea discurriera cuesta abajo desde la mina hasta un río o puerto costero. Los trenes cargados descenderían por efecto de la gravedad, con los caballos utilizados para transportar los trenes vacíos cuesta arriba. 
Los primeros ejemplos, con solo uno o dos vagones juntos, eran arrastrados cuesta abajo por el caballo, que también actuaba como freno. Una vez que se mejoraron los frenos mecánicos, se podían controlar trenes más largos de vagones durante su descenso. Los caballos eran llevados cuesta abajo en un coche especial, denominado dandy wagon, generalmente enganchado al final del conjunto de vagones cargados. Estos vagones eran simples carros sin motor, a menudo sin más adaptación para los caballos que puertas especiales para cargar y descargar los animales.

## Otras locomotoras de caballos

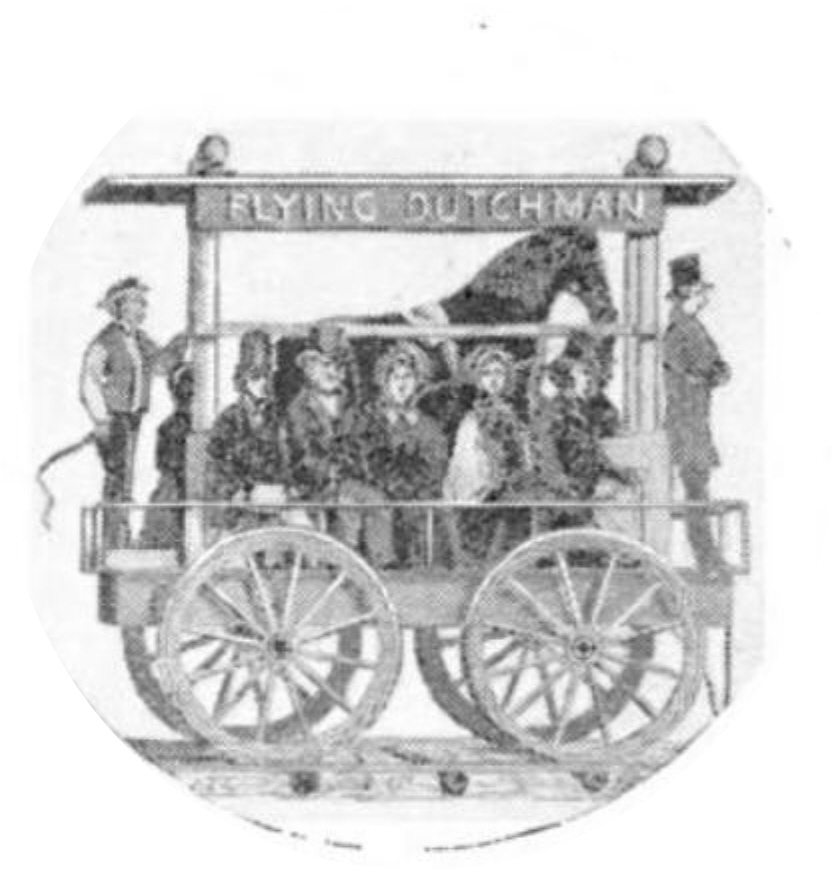
Flying Dutchman de la Compañía del Canal y del Ferrocarril de Carolina del Sur, 1829

Las locomotoras de caballos solo se utilizaron durante un breve período de tiempo, entre el desarrollo de los ferrocarriles públicos que transportan pasajeros y la posibilidad de disponer de locomotoras de vapor viables. Solo se registra un ejemplo más, el Flying Dutchman de la Compañía del Canal y del Ferrocarril de Carolina del Sur.